# Christine Teigen
Christine Diane Teigen, detta Chrissy (Delta, 30 novembre 1985), è una modella e conduttrice televisiva statunitense.
È divenuta nota al grande pubblico grazie alla conduzione dei programmi televisivi Lip Sync Battle,  FABLife e Chrissy's Court.
Nel corso della sua carriera ha sfilato in numerosi fashion show, apparendo sulle copertine delle principali riviste di moda, tra cui Vogue.

## Biografia

### Origini
Ha origine norvegesi da parte del padre e thailandesi da parte della madre. Vive in California dall'adolescenza.

### Carriera
Ha iniziato a lavorare come modella nel 2004 dopo essere stata scoperta da un fotografo durante il suo turno lavorativo in un negozio di surf. Ha fatto il suo debutto sulla rivista annuale Sports Illustrated Swimsuit Issue nel 2010. Nel 2013 appare nel videoclip della canzone All Of Me del marito John Legend, ispirata proprio a lei; nel video sono presenti anche immagini del loro matrimonio. Nel 2014 è apparsa sulla copertina della prestigiosa rivista insieme a Nina Agdal e Lily Aldridge. È apparsa anche sulle riviste Harper's Bazaar, Vogue, Esquire, Glamour e Cosmopolitan. Nel 2015 fa da co-presentatrice nel programma Lip Sync Battle e nel talk show FABLife. Posa inoltre per diverse marche di abbigliamento come Olay, Nike, Skullcandy Headphones, Gap Factory, XOXO, UGG Australia, Rock and Republic, Billabong, Beach Bunny Swimwear, Revolve e molte altre. Talvolta è stata lei stessa una delle creatrici delle collezioni.
Nel febbraio 2016, dopo aver dichiarato di avere una grande passione per la cucina, decide di pubblicare un libro personale di ricette intitolato Cravings con l'aiuto della madre, Vilailuck. Dopo pochi mesi dall'uscita, la raccolta viene nominata uno dei New York Times Bestseller 2016 e vince addirittura successivamente un Good Read Choice Award. Nello stesso anno è tra le protagoniste del videoclip M.I.L.F. Money della cantante Fergie, a fianco di Kim Kardashian e altre modelle amiche della cantante, in cui la si vede allattare la figlia Luna. Nel novembre 2016 la modella annuncia di aver iniziato a lavorare al suo secondo libro.
Nel 2017 entra per la prima volta nella classifica delle modelle più pagate dell'anno, stilata dalla rivista Forbes, venendo posizionata al terzo posto con un guadagno di 13.5 milioni di dollari, cifra raggiunta grazie alle collaborazioni con i brand Target, Vita Coco, Becca Cosmetics e Smirnoff. Il 18 settembre 2018 uscirà il suo secondo libro di ricette intitolato Cravings: Hungry For More. Sempre nel 2018, la modella registra come marchio la parola Cravings per lanciare una linea di prodotti per la cucina ed altro. Inoltre viene eletta da Forbes terza modella più pagata dell'anno, posizione condivisa con la collega Rosie Huntington-Whiteley, con un guadagno di 11.5 milioni di dollari.
Nell'aprile 2019 fu inserita dalla rivista Time tra le 100 persone più influenti del 2019, nella categoria Pionieri.

## Vita privata
Il 14 settembre 2013 si sposa con il cantante John Legend; la coppia ha tre figli, Luna Simone, nata il 14 aprile 2016, e Miles Theodore, nato il 16 maggio 2018. Dopo aver dato alla luce la prima figlia, ha sofferto di depressione post-partum. Il 1º ottobre 2020, tramite post Instagram, Christine comunica di aver perso il terzo figlio, Jack, per un aborto spontaneo.Il 13 gennaio 2023 annuncia la nascita della quarta figlia Esti Maxine.

## Filmografia

### Televisione
- America's Next Top Model, Reality show, giudice (2012, 2015)
- Model Employee, Reality show, conduttrice (2013)
- The View, Talk show, co-conduttrice ricorrente, (2013-2014)
- Snack Off, Reality show, co-conduttrice (2014)
- FABLife, Talk show, co-conduttrice (2014-2015)
- Lip Sync Battle, Game show, co-conduttrice (2015-2019)
- The Toycracker: A Mini-Musical Spectacular, Film tv (2016)
- A Legendary Christmas with John and Chrissy, Speciale televisivo, co-conduttrice (2018)
- Bring the Funny, Talent show, giudice (2019)
- Chrissy's Court, programma televisivo giudiziario, co-conduttrice (dal 2020)

### Videoclip
- Stereo, di John Legend (2007)
- All Of Me, di John Legend (2013)
- You and I, di John Legend (2014)
- M.I.L.F.$, di Fergie (2016)
- Love Me Now, di John Legend (2016)

## Campagne pubblicitarie
- Becca Cosmetics (2017)
- Gap Factory (2014-2015)
- Target (2016)
- Ugg (2015)
- Xoxo A/I (2014-2015) P/E (2015-2016)
- Yahoo Style (2015)
- VitaCoco (2016-2017)
- Revolve by Chrissy Teigen (2017)
- Sephora (2018)
- Smirnoff Vodka (2017)